# ブリジット・フォンダ
ブリジット・フォンダ（Bridget Fonda, 本名: Bridget Jane Fonda, 1964年1月27日 - ）は、アメリカ合衆国の元女優。芸能人一家であり、祖父はヘンリー・フォンダ、父はピーター・フォンダ、伯母はジェーン・フォンダ。その他、親戚には多数の芸能人がいる。

## 来歴
カリフォルニア州ロサンゼルス出身。ニューヨーク大学の演劇学科で学び、1986年に卒業。またリー・ストラスバーグ劇場研究所（Lee Strasberg Theatre and Film Institute）でも学んだ。1987年に映画デビュー。
人気ドラマ『アリー my Love』の主役アリー役にオファーされ、企画自体には魅かれていたものの、映画に専念するため出演を断った。

### プライベート
2003年12月に『チャーリーとチョコレート工場』や『スパイダーマン』などの音楽を手がける映画音楽作曲家のダニー・エルフマンと結婚。2005年に息子が生まれている。2024年時点、結婚後には映画に出演してない。

## 主な出演作品
| 公開年 | 邦題 原題                                                     | 役名                                           | 備考             |
| ------ | ------------------------------------------------------------- | ---------------------------------------------- | ---------------- |
| 1987年 | アリア Aria                                                   | 恋人                                           |                  |
| 1989年 | スキャンダル Scandal                                          | メアリー・ライス＝デイヴィス                   |                  |
| 1989年 | シャグ Shag                                                   | メライナ                                       |                  |
| 1989年 | ストラップレス Strapless                                      | エイミー                                       |                  |
| 1990年 | フランケンシュタイン/禁断の時空 Frankenstein Unbound          | メアリー・ウォルストーンクラフト・ゴッドウィン |                  |
| 1990年 | ゴッドファーザー PART III The Godfather Part III              | グレース・ハミルトン                           |                  |
| 1991年 | アイアン・メイズ/ピッツバーグの幻想 Iron Maze                 | クリス・スギタ                                 |                  |
| 1991年 | アウト・オブ・レイン Out of the Rain                          | ジョー                                         |                  |
| 1991年 | フィービー・ケイツの私の彼は問題児（ドドンパ） Drop Dead Fred | アナベラ                                       | クレジットなし   |
| 1991年 | ドク・ハリウッド Doc Hollywood                                | ナンシー・リー・ニコルソン                     |                  |
| 1991年 | レザー・ジャケット Leather Jackets                            | クラウディ                                     |                  |
| 1992年 | ルームメイト Single White Female                              | アリソン・ジョーンズ                           |                  |
| 1992年 | シングルス Singles                                            | ジャネット・リヴァーモア                       |                  |
| 1992年 | キャプテン・スーパーマーケット Army of Darkness               | リンダ                                         |                  |
| 1993年 | 恋愛の法則 Bodies, Rest & Motion                              | ベス                                           |                  |
| 1993年 | アサシン Point of No Return/The Assassin                      | マギー・ヘイワード                             |                  |
| 1993年 | リトル・ブッダ Little Buddha                                  | リサ・コンラッド                               |                  |
| 1994年 | あなたに降る夢 It Could Happen to You                         | イヴォンヌ                                     |                  |
| 1994年 | ケロッグ博士 The Road to Wellville                            | エレノア・ライトボディ                         |                  |
| 1994年 | カミーラ/あなたといた夏 Camilla                               | フレダ・ロペス                                 |                  |
| 1995年 | ラフ・マジック Rough Magic                                    | マイラ                                         |                  |
| 1995年 | バルト Balto                                                  | ジェンナ                                       | アニメ、声の出演 |
| 1996年 | 訣別の街 City Hall                                            | メアリーベス                                   |                  |
| 1996年 | グレイス・オブ・マイ・ハート Grace of My Heart                | ケリー・ポーター                               |                  |
| 1997年 | Touch タッチ Touch                                            | リン                                           |                  |
| 1997年 | フォーエヴァー・ライフ/旅立ちの朝 In the Gloaming             | アン                                           | テレビ映画       |
| 1997年 | ジャッキー・ブラウン Jackie Brown                             | メラニー・ラルストン                           |                  |
| 1998年 | 赤い標的 THE BREAK UP Break Up                                | ジミー                                         |                  |
| 1998年 | グレイスランド Finding Graceland                              | アシュリー                                     |                  |
| 1998年 | シンプル・プラン A Simple Plan                                | サラ                                           |                  |
| 1999年 | U.M.A レイク・プラシッド U.M.A: Lake Placid                   | ケリー・スコット                               |                  |
| 2000年 | ワイルド ガン South of Heaven, West of Hell                   | Adalyne Dunfries                               |                  |
| 2001年 | モンキーボーン Monkeybone                                     | ジュリー                                       |                  |
| 2001年 | キス・オブ・ザ・ドラゴン Kiss of the Dragon                   | ジェシカ                                       |                  |
| 2002年 | スノー・クイーン 〜雪の女王〜 The Snow Queen                  | スノークイーン                                 | テレビ映画       |